# 諾沃爾縣
1°55′S 80°1′W / 1.917°S 80.017°W
諾沃爾縣（西班牙語：Cantón Nobol），是厄瓜多爾的縣份，位於該國中部，由瓜亞斯省負責管轄，距離瓜亞基爾36公里，面積128平方公里，2001年人口14,753，人口密度每平方公里115.26人。